# Уяздовский, Мартин
Мартин Уядзовский (ум. в 1590) — польский богослов и философ, географ, поэт и духовный писатель.
Изучал философию и богословие в Краковской академии, по окончании получил первую медаль за успехи в учении. Впоследствии был профессором риторики Краковской академии и десять раз избирался ректором этого учебного заведения, состоял в ордене иезуитов, считался знатоком латыни. Других подробностей его жизни не сохранилось.
Главные работы: «Aristotelis de arte rhetorica libri III» (Краков, 1577, вместе с предисловием автора); «In orationem Ciceronis post reditum in senatum commentarius» (там же, 1577). Им были написаны также «Cosmographia Moscoviae et aliarum partium adiacontium» и «Commentaria in epistolam s. Pauli ad Romanos», но об этих трудах имеются только указания, сами они не сохранились. Кроме того, в библиотеке Залуцких были сохранены в рукописи его стихотворения на латинском языке.